# 寺內崇幸
寺內崇幸（1983年5月27日—），日本棒球員，讀賣巨人隊選手，栃木縣栃木市出身，守備位置是内野手。